# بریسو
بریسوه، روستایی است از توابع بخش ربط شهرستان سردشت استان آذربایجان غربی در ایران و در ساحل سد سردشت واقع شده‌است.

## جمعیت
این روستا در دهستان باسک کولسه قرار داشته و بر اساس سرشماری سال ۱۳۹۵ جمعیت آن ۱۹۴ نفر (۵۵ خانوار)
بوده‌است.